# Parque Libertad

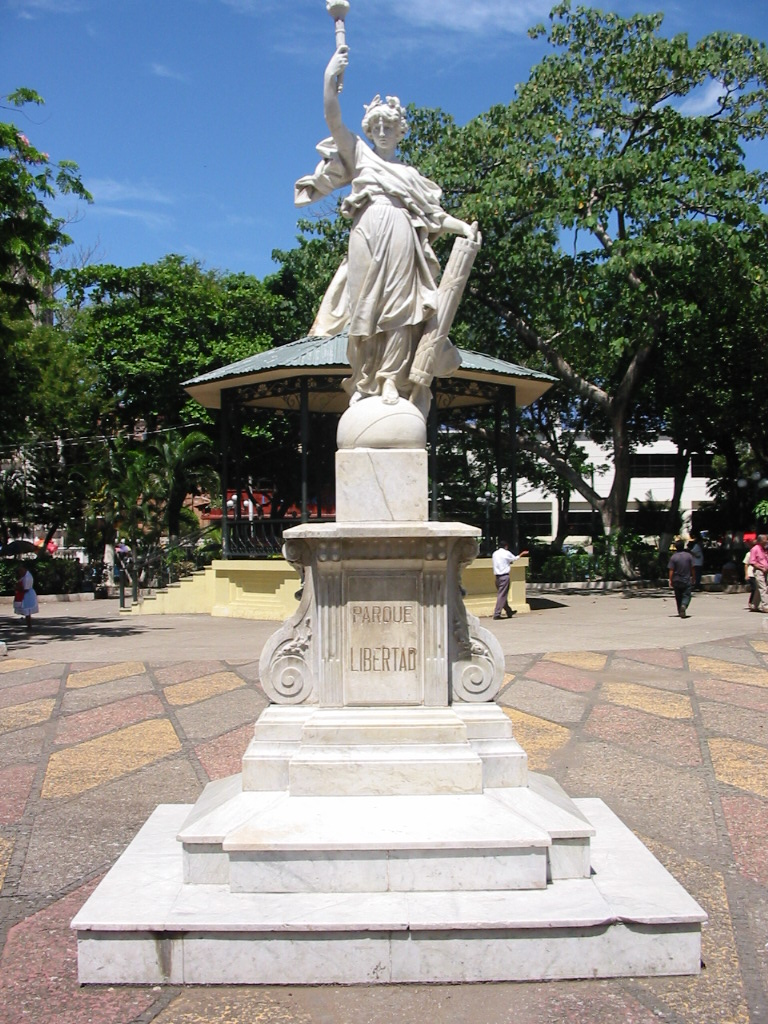
Monumento dedicado à liberdade situado no centro do parque.

O Parque Libertad é o principal parque da cidade de Santa Ana, em El Salvador. Situa-se no centro da cidade e está rodeado por edifícios notáveis da cidade, como o Teatro de Santa Ana, o prédio da Prefeitura municipal de Santa Ana e a Catedral de Santa Ana, além de outras estruturas importantes e antigas como o Casino Santaneco e o Centro de Artes do Ocidente.